# Pic de l'Espade
Le pic de l'Espade (en espagnol Pico de la Espada) est un sommet des Pyrénées, situé sur la frontière franco-espagnole entre les Hautes-Pyrénées, en région Occitanie, et la province de Huesca dans la communauté d'Aragon, qui culmine à 2 832 ou 2 833 mètres d'altitude dans le massif de Suelza.

## Toponymie
Espade c'est le pendant d'« épée » en espagnol, qui signifie semblable à des armes bien affutées, taillante comme des épées, image pour décrire les lames de schiste ou de granite sur les crêtes, donc le pic de l'épée.

## Géographie
Il est situé entre le département des Hautes-Pyrénées en vallée d'Aure entre les vallée du Rioumajou sur la commune de Saint-Lary-Soulan et la vallée de Chistau en Espagne.

### Topographie
Il est situé au sud du pic de Castet et au nord du port de Pouey le Bon. Il surplombe l'ibón de Trigoniero au nord-ouest.

### Hydrographie
Le sommet délimite la ligne de partage des eaux entre le bassin de la Garonne côté nord, qui se déverse dans l'Atlantique, et le bassin de l'Èbre, qui coule vers la Méditerranée côté sud.

## Voies d'accès
Côté français on peut y accéder par la vallée du Rioumajou au départ de l'hospice du Rioumajou en direction du pic de Castet et côté espagnol par la vallée de Chistau ou via le GR 11 depuis la vallée de Bielsa à l'ouest.

## Protection environnementale
Le pic fait partie d'une zone naturelle protégée, classée ZNIEFF de type 1 : haute vallée d'Aure en rive droite, de Barroude au col d'Azet.